# Copilul minune
Copilul minune (1988) (titlu original Sourcery) este al cincilea roman al Lumii Disc, creată de Terry Pratchett. Pe Lumea Disc, magicienii - surse ale magiei, mult mai puternici ca vrăjitorii - reprezintă cauza principală a Războaielor Magilor care au depopulat zone de pe Disc. Al optulea fiu al unui al optulea fiu este un vrăjitor și, deoarece al optulea fiu al unui al optulea fiu al unui al optulea fiu este un magician, vrăjitorilor nu le este permis să se căsătorească și să aibă copii. Primele pagini ale romanului îl prezintă pe tatăl magicianului, care păcălește Moartea făcând o profeție pe care aceasta trebuie să o respecte; alternativa o reprezintă riscul distrugerii Lumii Disc. Restul romanului descrie planul magicianului de a aduce vrăjitorii la conducerea Lumii Disc și eforturile unui mic grup - din care fac parte vrăjitorul Vânturache, Nijel Distrugătorul și coafeza Conina, fiica lui Cohen Barbarul – de a-l dejuca.

## Intriga
Ipsilor cel Roșu este un vrăjitor muribund, iar Moartea vine să îi conducă sufletul pe lumea cealaltă. Ipsilor îi povestește Morții cum a fost izgonit din Universitatea Nevăzută deoarece s-a îndrăgostit. În timp ce povestește, își ține în brațe copilul, Monedă, care - fiind al optulea fiu al unui al optulea fiu al unui al optulea fiu - este un copil magician. Ipsilor vrea să stabilească destinul lui Monedă și să îl oblige să se răzbune pe vrăjitori, dar Moartea îl constrânge să îi lase o șansă de scăpare. În clipa în care Moartea e pe cale să îl ia pe Ipsilor, acesta își transferă esența în toiagul pe care Monedă îl acceptase. Astfel, Ipsilor plănuiește să își învețe copilul, făcându-l în cele din urmă Arhicancelar al Universității Nevăzute. 
Câțiva ani mai târziu, Potențel Curcăbete este pe cale să fie ales Arhicancelar al Universității Nevăzute. Din nefericire pentru el, un atacator nevăzut îl face să dispară înainte să fie proclamat Arhicancelar. La puțin timp, Monedă primește permisiunea de intra în Universitatea Nevăzută, după ce se dovedește mai bun decât unul dintre vrăjitorii de frunte ai Universității.
Sosirea magicianului este ratată de Vânturache, Bagaj și Bibliotecar, care sunt la cârciumă. Acolo sosește Conina, hoț profesionist, cu o cutie în care are pălăria Arhicancelarului, sustrasă din camera lui Potențel Curcăbete. Pălăria, purtată pe cap de sute de Arhicancelari, a devenit o entitate oarecum rațională și reușește să îi determine pe Vânturache și Conina să o ducă în Al Khali, departe de Ankh Morpork și de Universitate. Alături de ei vine și Bagajul, din motive doar de el cunoscute.
După căteva peripeții, Vânturache, Conina și Bagajul sunt capturați de Abrim, Marele Vizir al lui Creozot, Califul din Al Khali. Vânturache este aruncat în groapa cu șerpi, unde îl întâlnește pe Nijel "Distrugătorul", un erou barbar care a lucrat doar trei zile și poartă indispensabili din lână pentru că i-a promis acest lucru mamei sale. Conina este dusă în harem, unde Creozot îi cere să îi spună o poveste (aflând despre acest lucru, Vânturache comentează că a spune povești într-un harem "nu va prinde niciodată"). Bagajul evadează, ajungând să omoare și să mănânce creaturi ale deșertului.
Monedă le arată vrăjitorilor calea magiei și declară Universitatea Nevăzută depășită. Biblioteca este arsă din temelii, deoarece vrăjitoria nu mai are nevoie de asemenea lucruri. Totuși, Monedă este pus pe gânduri de aflarea faptului că vrăjitorii conduc lumea sub supravegherea zeilor, așa încât îi atrage pe aceștia din urmă într-o realitate paralelă, care se micșorează până devine o perlă.
Zeii fiind închiși, Uriașii Ghețurilor ies din închisoarea lor și călătoresc pe Lumea Disc, înghețând totul în cale. Războiul, Foametea, Ciuma și Moartea sunt pe cale să dezlănțuie Apocalipsa. Lumea Disc se apropie de sfârșitul ei.
Între timp, Creozot li s-a alăturat lui Vânturache, Conina și Nijel în încercarea lor de a găsi o cale spre Ankh Morpork, unde vor să îl înfrunte pe Magician. Ajungând în vistierie, unde găsesc un covor zburător și părăsesc palatul din care au plecat jumătate din cărămizi, din cauza apariției Magicianului. Despărțindu-se de ceilalți, Vânturache intră în Universitate, unde află cu groază că Biblioteca a fost arsă. Ulterior, află că Bibliotecarul a salvat cărțile ascunzându-le în vechiul Turn al Artelor.
După un dialog cu Bibliotecarul, Vânturache pornește să îl înfrunte pe Magician, având cu el o șosetă în care a învelit o jumătate de cărămidă. În cele din urmă, Vânturache îl convinge pe Monedă să arunce toiagul, dar puterea tatălui lui Monedă, ascunsă în el, vrea să îl pedepsească pe băiat. Vrăjitorii părăsesc turnul, iar Vânturache sare în foc împreună cu băiatul, trecând în Dimensiunile Subterane. Moartea distruge toiagul și pune stăpânire pe sufletul lui Ipsilor.
Vânturacge îi ordonă lui Monedă să se întoarcă la Universitate și, folosindu-și șoseta, atacă creaturile din Dimensiunile Subterane.
Apocalipsa este oprită în momentul în care Creozot, Nijel și Conina fură trei cai din fața cârciumei, cai aparținând Războiului, Foametei și Ciumei. Calul Morții, Binky, nu este furat, iar stăpânul ei pleacă, lăsându-și camarazii în urmă. Fără a ma avea altceva de făcut, Războiul, Foametea și Ciuma se întorc în cârciumă.
Monedă se întoarce la Universitate și se oferă să facă totul ca nou, lucru respins de Bibliotecar, care îi cere să facă totul cum era înainte. În continuare, Monedă intră într-o dimensiune creată de el, o închide și nu mai e văzut niciodată pe Lumea Disc. Bibliotecarul ia pălăria Arhicancelarului, lăsată în urmă de Vânturache când a intrat în Dimensiunile Subterane, și o pune pe un soclu în Bibliotecă.

## Adaptări
Terry Pratchett a declarat că romanul Copilul minune va fi a cincia carte a Lumii Disc ecranizată de Sky One, deși el dorise inițial să ecranizeze Making Money, considerând că va arăta mult mai bine ca film și că se va putea amuza cu personajele ca Nijel Distrugătorul.

## Ediția românească
Copilul minune este ultima carte a Lumii Disc apărută la editura Noesis. Spre deosebire de precedentele patru romane, acesta are un format mai mare, cu copertă cartonată și supracopertă, iar ilustrația nu este cea realizată de Josh Kirby pentru ediția originală britanică.